# Germaniumhydrider
Germaniumhydrider (även benämnda germaner) är grundämnet germaniums olika föreningar med väte. Germaniumhydrider är färglösa gaser eller flyktiga vätskor med den allmänna formeln GenH2n+2 där n är mellan 1 och 5.